# Parum colligata
Parum là một chi bướm đêm thuộc họ Sphingidae, chỉ có một loài duy nhất, Parum colligata, tìm thấy ở Triều Tiên và Nhật Bản về phía nam qua đông và trung của Trung Quốc và Đài Loan đến Việt Nam, miền bắc Thái Lan và đông bắc Myanmar.

## Sự miêu tả
Sải cánh dài 69–90 mm.

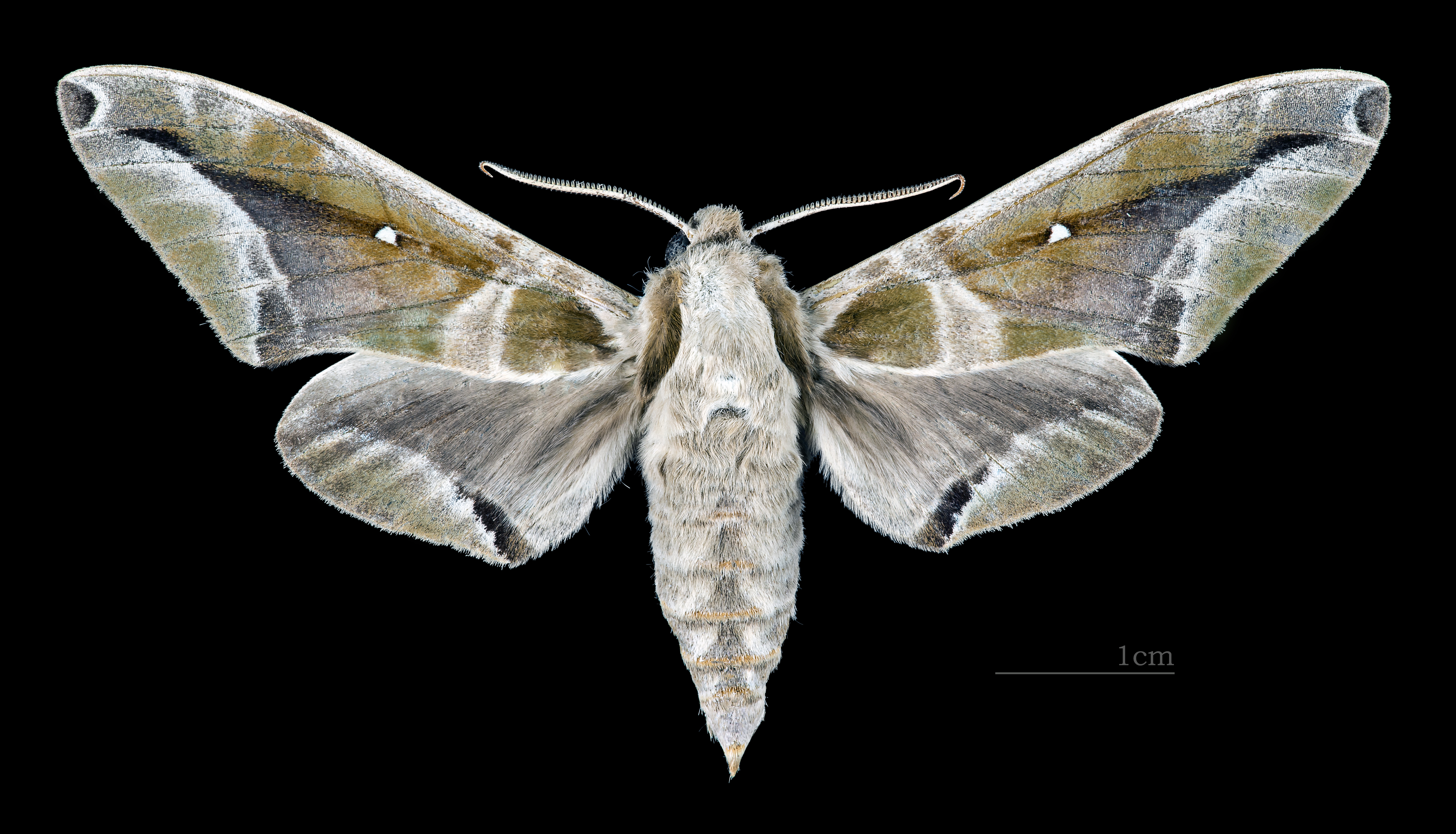
Parum colligata ♂
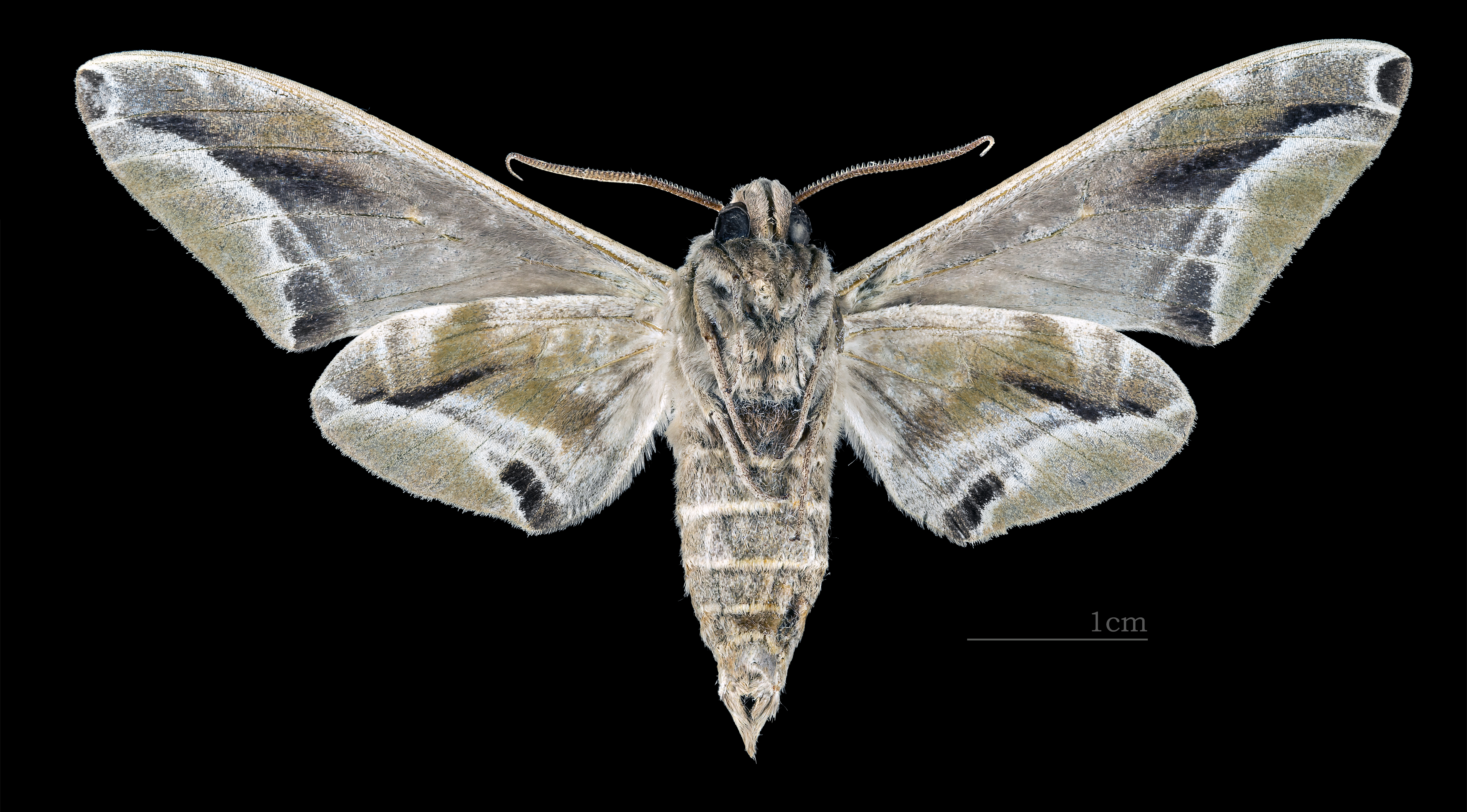
Parum colligata ♂ △
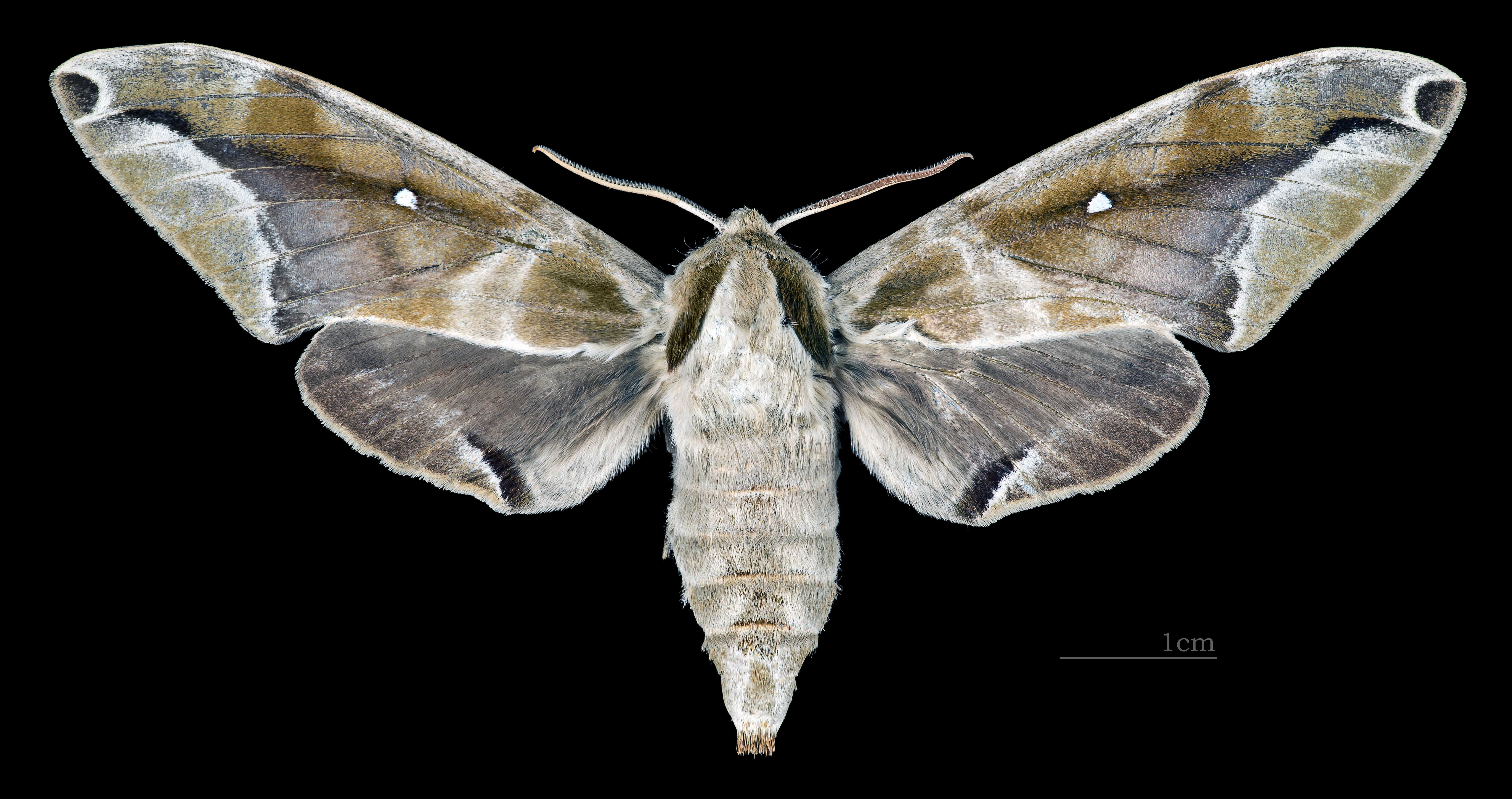
Parum colligata ♀
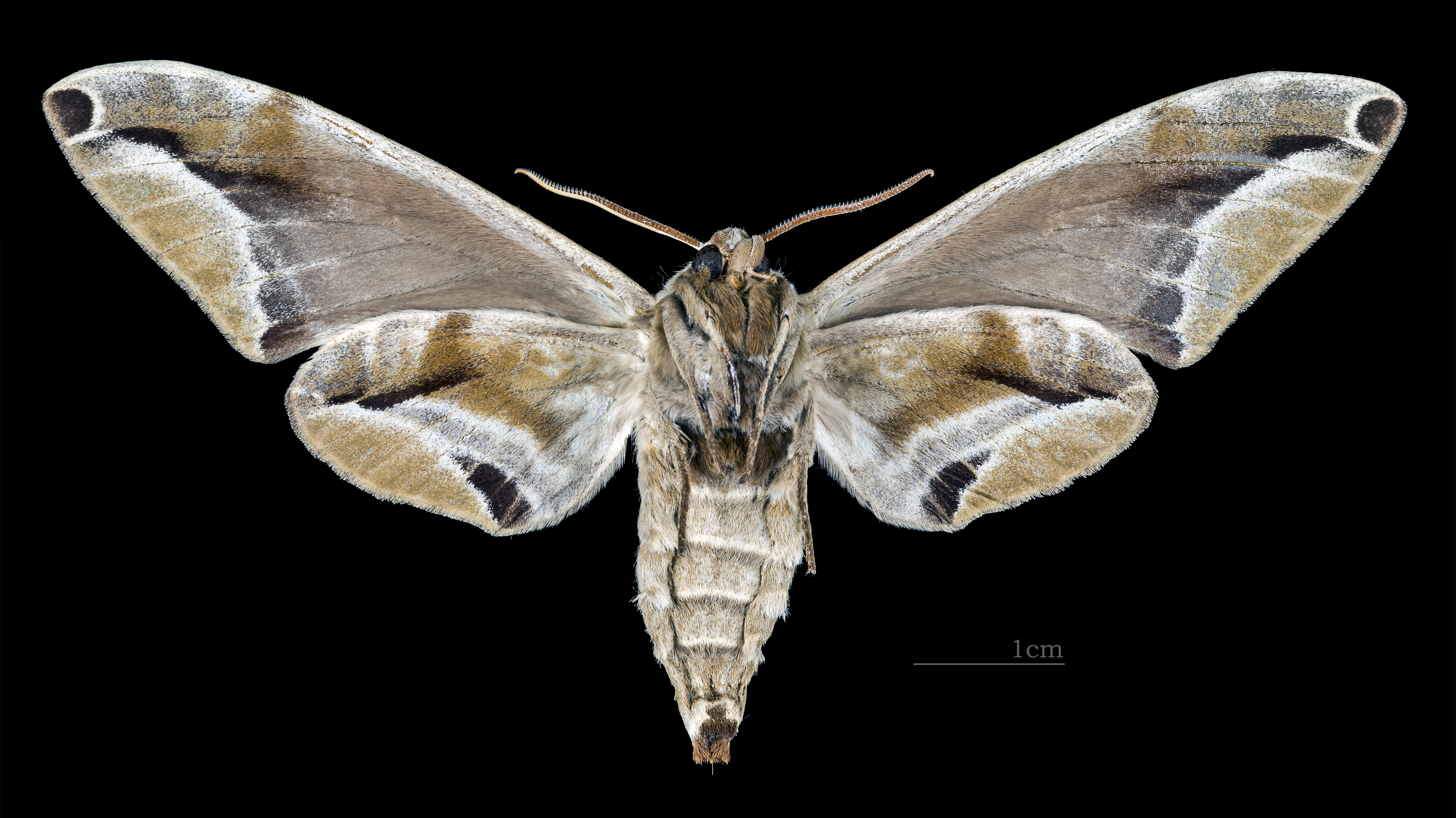
Parum colligata ♀ △

## Sinh học
Có một hoặc hai thế hệ mỗi năm ở bắc Trung Quốc, con trưởng thành bay từ tháng 5 đến tháng 7. Về phía nam có thể có 4 thế hệ một năm. Con trưởng thành được ghi nhận từ giữa tháng 5 đến cuối tháng 9 ở Triều Tiên.
Ấu trùng ăn Broussonetia kaempferi, Broussonetia papyrifera và Morus alba tại Quảng Đông. Các loại cây loài này ăn còn có Broussonetia kazinoki và Maclura fruticosa.